# Moteur à l'avant et roues arrière motrices

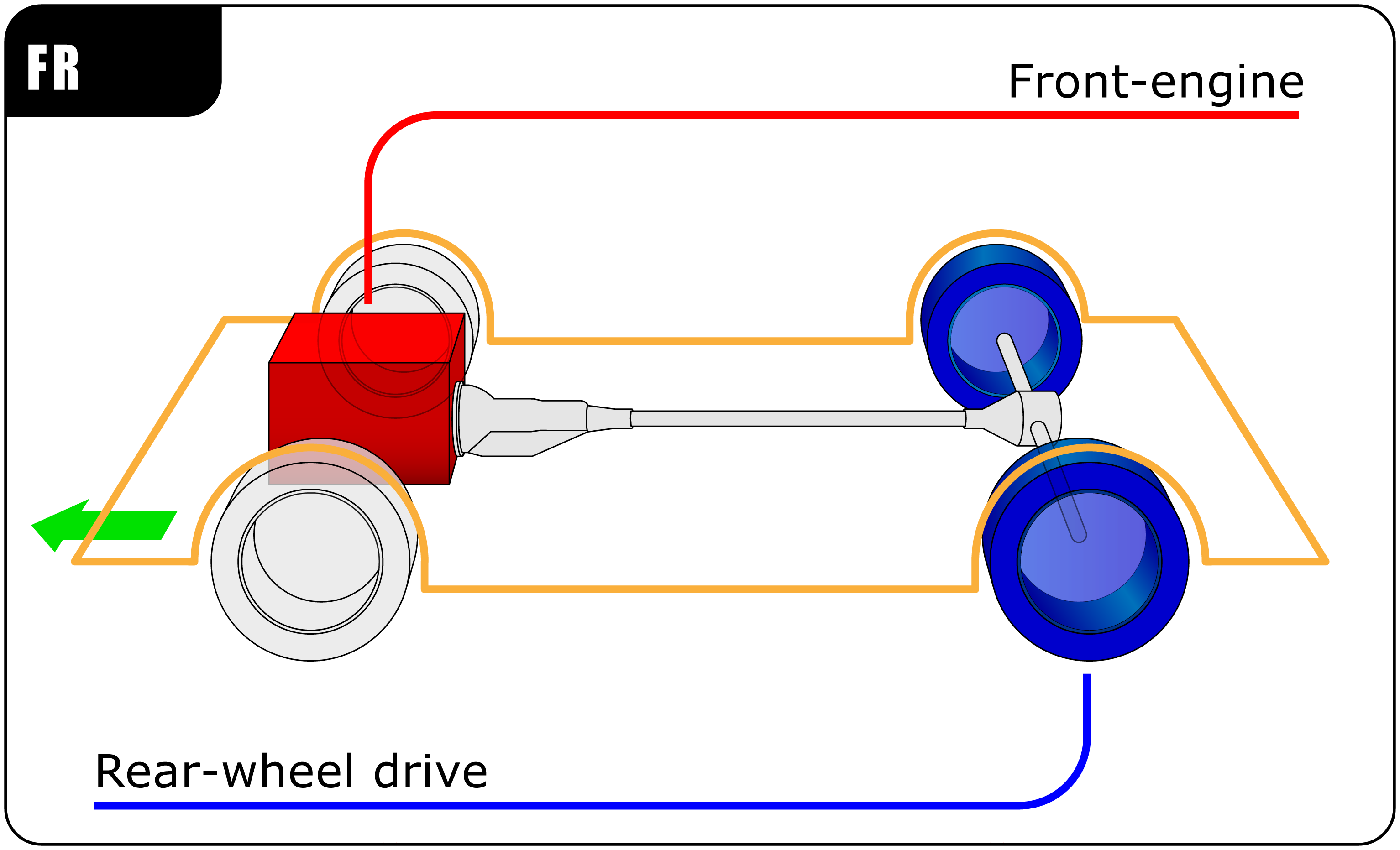
Disposition

Dans la conception automobile, une disposition FR, ou moteur à l'avant, roues motrices à l'arrière est celle où le moteur est situé à l'avant du véhicule et les roues motrices sont situées à l'arrière. C'était la configuration habituelle des automobiles durant la majeure partie du XXe siècle. Les conceptions modernes utilisent couramment la disposition moteur à l'avant, traction avant (FF).

## Histoire

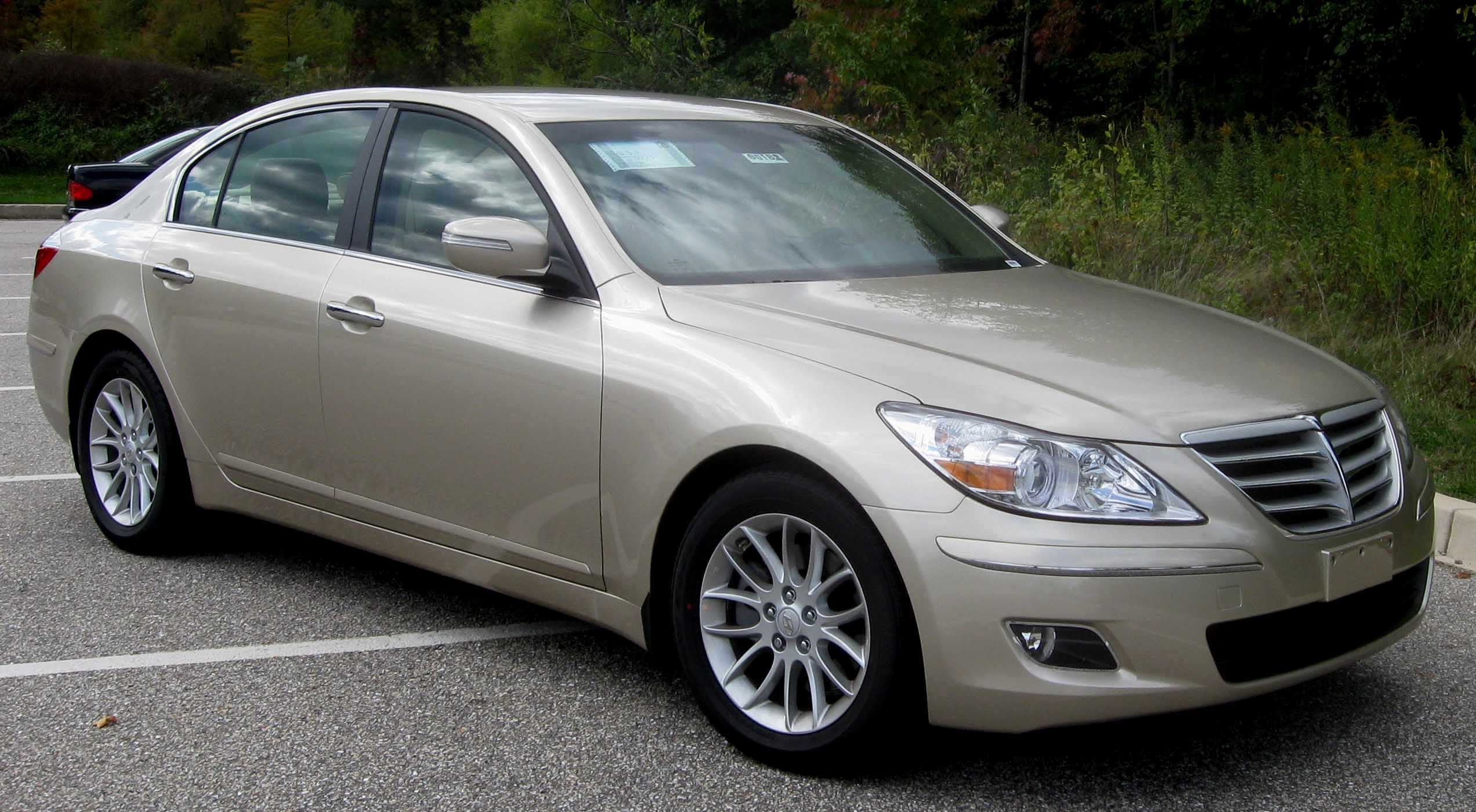
Hyundai Genesis, un exemple moderne d'une berline moteur à l'avant, et roues arrière motrices.

La première voiture "FR" (Front-Rear) était une Panhard de  1895, de sorte que cette disposition était connue comme le "Système Panhard" dans les premières années de l'automobile. La disposition a l'avantage de minimiser la complexité mécanique, car il permet à la transmission d'être mise en ligne avec le moteur, propageant le poids sous le véhicule. En comparaison, un véhicule dont le moteur sur les roues motrices élimine la nécessité de l'arbre d'entraînement (le remplaçant avec la boîte-pont plus légère), mais a l'inconvénient de concentrer tous le poids en un seul endroit.
Afin de réduire le poids relatif de l'arbre moteur, la transmission est normalement divisée en deux parties: la boîte de vitesses et la transmission finale. La boîte de vitesses a normalement son rapport le plus élevé de 1:1, qui offre certains avantages mécaniques. La transmission finale, dans l'essieu arrière, doit alors réduire ce rapport pour entraînes les roues à la vitesse la plus appropriée. Comme la puissance est le produit du couple et de la vitesse angulaire, faire tourner l'arbre plus vite pour une même puissance réduit le couple et permet un arbre de construction plus légère.
À une époque où l'essence est bon marché et les voitures lourdes, l'avantage mécanique de la disposition RF de la transmission a pour seul désavantage le poids. Cette conception des véhicules est restée presque universelle jusque dans les années 1970.
Après le Premier Choc pétrolier de 1973 et la crise énergétique de 1979, une majorité de véhicules Américains FR (breaks et berlines de luxe) ont progressivement disparu, pour la disposition dite "FF" (Front-Front, tout à l'avant, moteur et roues motrices). Dans les années 1980 et 1990, la plupart des entreprises Américaines définissent comme une priorité l'éventuelle suppression des roues arrière motrices dans leurs gammes ordinaire et de luxe. Chrysler est à 100% FF en 1990, et la production américaine de GM est entièrement FF en 1997, à l'exception des Corvette, Firebird et Camaro. La Ford Mustang a conservé les roues arrière motrices, comme pour maintenir une présence sportive, tout comme les voitures Ford de pleine taille basées sur la plate-forme Ford Panther (la Ford Crown Victoria, Mercury Grand Marquis, et Lincoln Town Car) jusqu'à ce qu'elles fussent interrompues en 2011 en faveur de la Ford Taurus, qui a une disposition transversale à roues avant motrices.
Certains fabricants, comme Alfa Romeo, Lancia, Porsche (944, 924, 928) et Chevrolet (Corvettes C5 et C6), conservent la disposition, mais déplacent la boîte de vitesses derrière le moteur, entre les roues arrière, mettant plus de poids sur l'essieu moteur. Cette configuration est souvent appelée pont puisque la transmission et l'essieu forment une seule unité.
En Australie, les voitures FR sont restées populaires tout au long de cette période, les Holden Commodore et Ford Falcon conservant de fortes ventes, bien que Ford ait régulièrement envisagé de remplacer la Falcon par une voiture à roues avant motrices. En Europe, la traction avant a été popularisée par de petites voitures comme les Mini, Renault 5 et Volkswagen Golf, et adopté pour toutes les voitures. Des marques haut de gamme comme Mercedes-Benz, BMW et Jaguar sont restés pour la plupart indépendantes de cette tendance, et ont conservé une gamme principalement ou entièrement composé de voitures FR. Les grandes marques Japonaises comme Toyota étaient presque exclusivement FR jusqu'à la fin des années 1970 et au début des années 1980. La première Toyota FF fut la Toyota Tercel, avec la Corolla et la Celica qui suivirent, alors que la Camry fut conçue d'emblée en FF. Les Supra, Cressida, Crown et Century sont restées FR. La division de luxe Lexus propose une gamme majoritairement FR. La Subaru BRZ est une  voiture FR. Quand un arbre de transmission est nécessaire pour transférer la puissance aux roues arrière signifie qu'un grand tunnel central doit passer entre les sièges arrière; par conséquent, des voitures comme la Mazda RX8 et la Porsche Panamera renoncent à une place centrale sur la banquette arrière, et divisent le siège en deux places, par un tunnel central.
Au début du XXIe siècle, la plupart des voitures sont FF, même si des voitures FR font un retour comme alternative aux grands véhicules utilitaires sportifs. En Amérique du Nord, GM revint à la production de véhicules FR de luxe avec la Cadillac CTS en 2003. En 2012, toutes les Cadillac sauf les SRX et XTS sont des véhicules  FR. Chevrolet a réintroduit la Camaro basée sur une disposition FR en 2009, et la Caprice PPV en 2011. Pontiac a également eu une petite offre FR comprenant les G8 et Pontiac Solstice. Un remplacement Chevrolet pour la G8, appelée la Chevrolet SS, est présentée en 2013 et utilise la disposition FR. Chrysler et Dodge réintroduisent les 300 et Charger sur une plate-forme FR. Ils maintiennent la disposition FR sur la Durango. Hyundai et Kia ont également proposé de nouvelles voitures FR aux États-Unis, la Genesis Coupé et Berline, l'Equus et la Kia Quoris. Ford d'autre part semble s'éloigner des véhicules FR en arrêtant la plate-forme Panther en 2011. À l'exclusion des camions, fourgonnettes et SUV, la Mustang et la Falcon (pour l'Australie et la Nouvelle-Zélande, devant être abandonnées en novembre 2016) sont les seuls véhicules FR restants dans leur gamme.

## Disposition moteur central-avant et roues motrices arrière

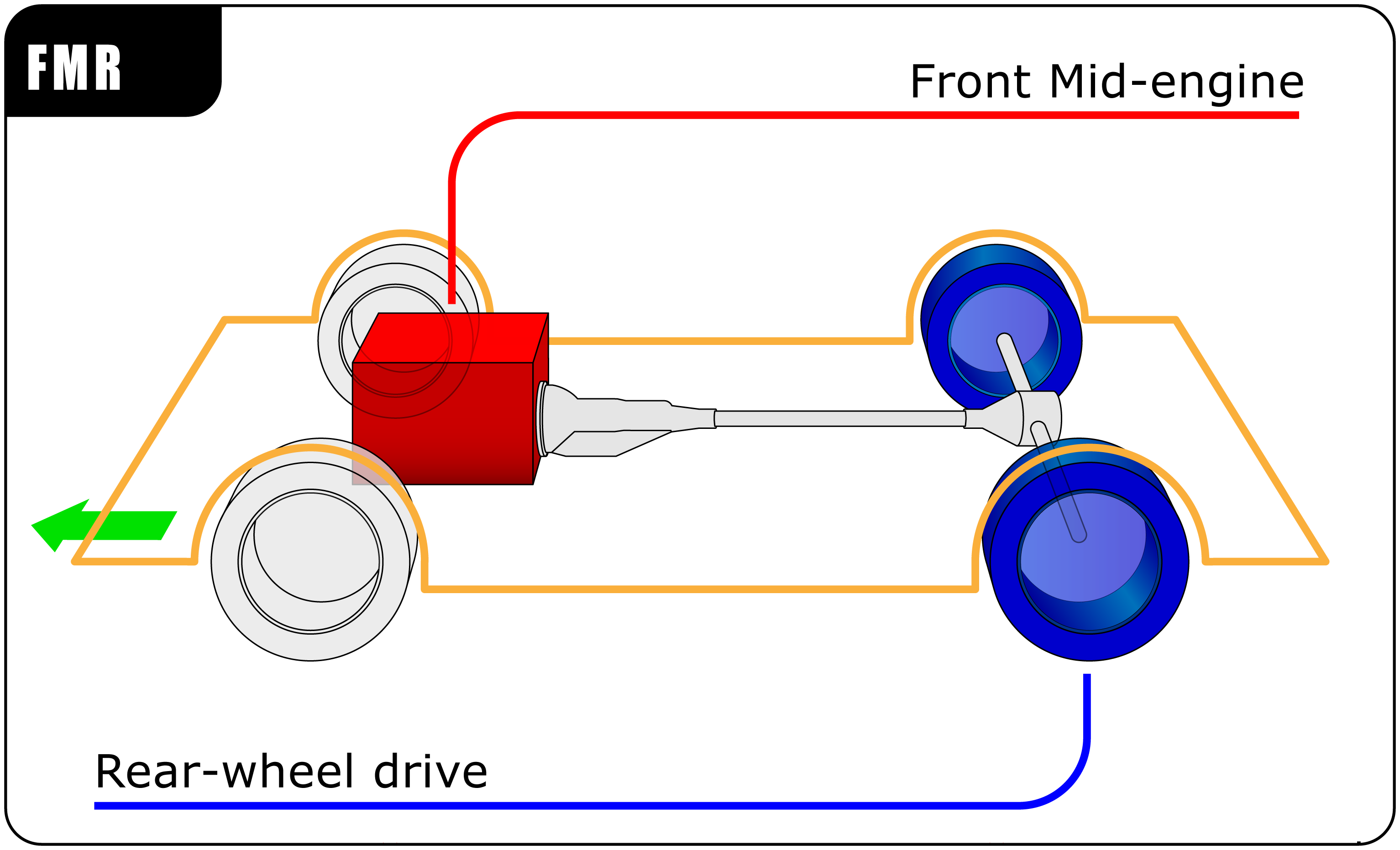
Disposition FMR, le moteur est situé derrière l'essieu avant.

Dans la conception automobile, une disposition moteur mi-avant et roues motrices arrière (FMR) met le moteur à l'avant, les roues arrière du véhicule sont motrices. En contraste avec la disposition du moteur à l'avant (FR), le moteur est poussé suffisamment loin pour que son centre de masse soit à l'arrière de l'essieu avant (ou les roues avant sont avancées). Cela facilite la répartition du poids et réduit le moment d'inertie, améliorant la tenue de route des véhicules. La disposition mécanique d'une voiture FMR est essentiellement la même qu'une voiture FR. Certains modèles du même véhicule peuvent être classés comme FR ou FMR en fonction de la longueur ou de l'installation du moteur (par exemple, 4 cylindres ou contre 6 cylindres) et son centre de masse par rapport à l'essieu avant.

### Caractéristiques
- Les voitures FMR sont souvent caractérisées par un long capot et des roues avant fort avancées, dans les coins du véhicule, à proximité du pare-chocs avant. Les voitures de Grand Tourisme ont souvent une disposition FMR, un moteur à l'arrière ne laisserait pas beaucoup d'espace pour les sièges arrière ou les bagages.
- La disposition FMR était la plus répandue avant la seconde Guerre Mondiale, moteur à l'avant / roues arrière motrices.

### Galerie

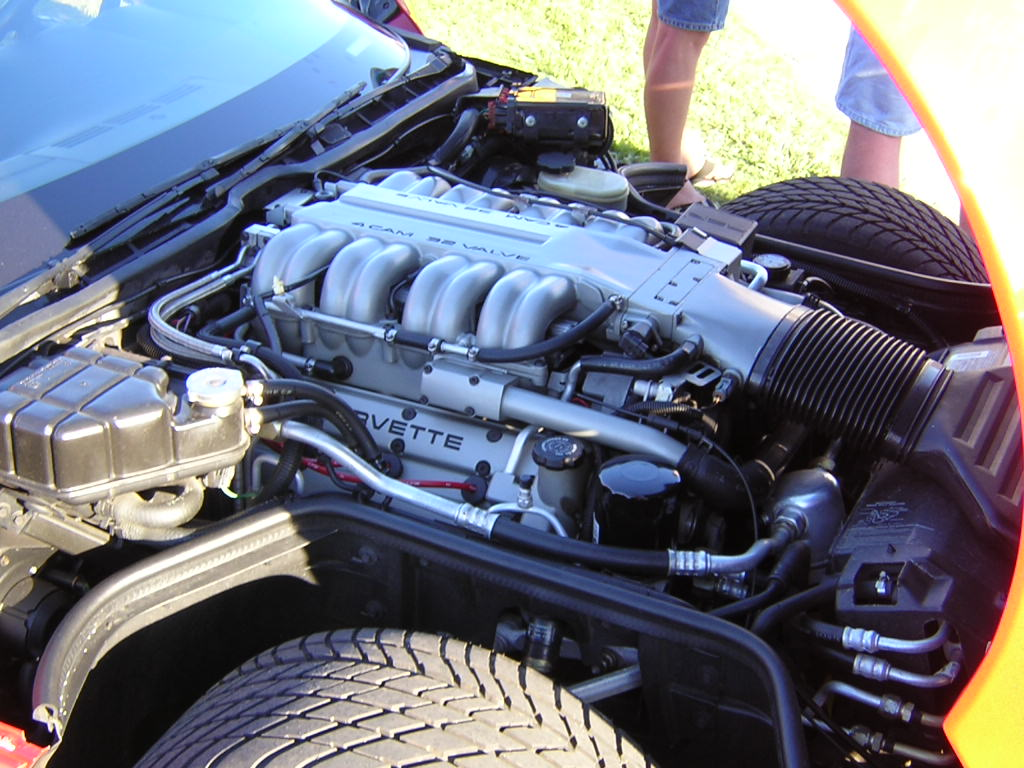
Toutes les Chevrolet Corvette à partir de la deuxième génération (année 1963) jusqu'aux modèles actuels sont à disposition FMR, comme on le voit dans le compartiment moteur de la Chevrolet Corvette ZR-1.
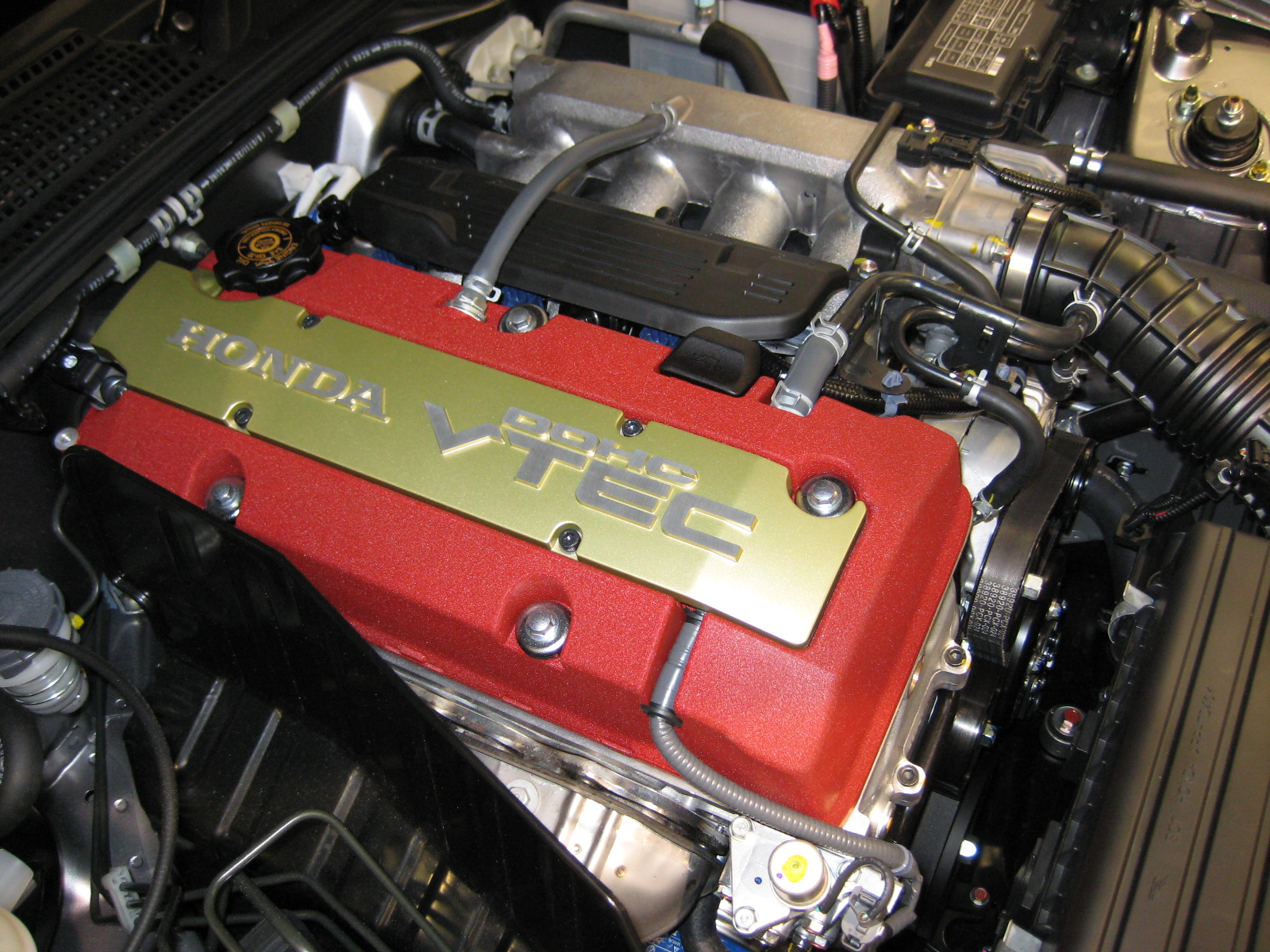
Le moteur de la Honda S2000 se trouve clairement derrière le sommet des tours d'amortisseurs.
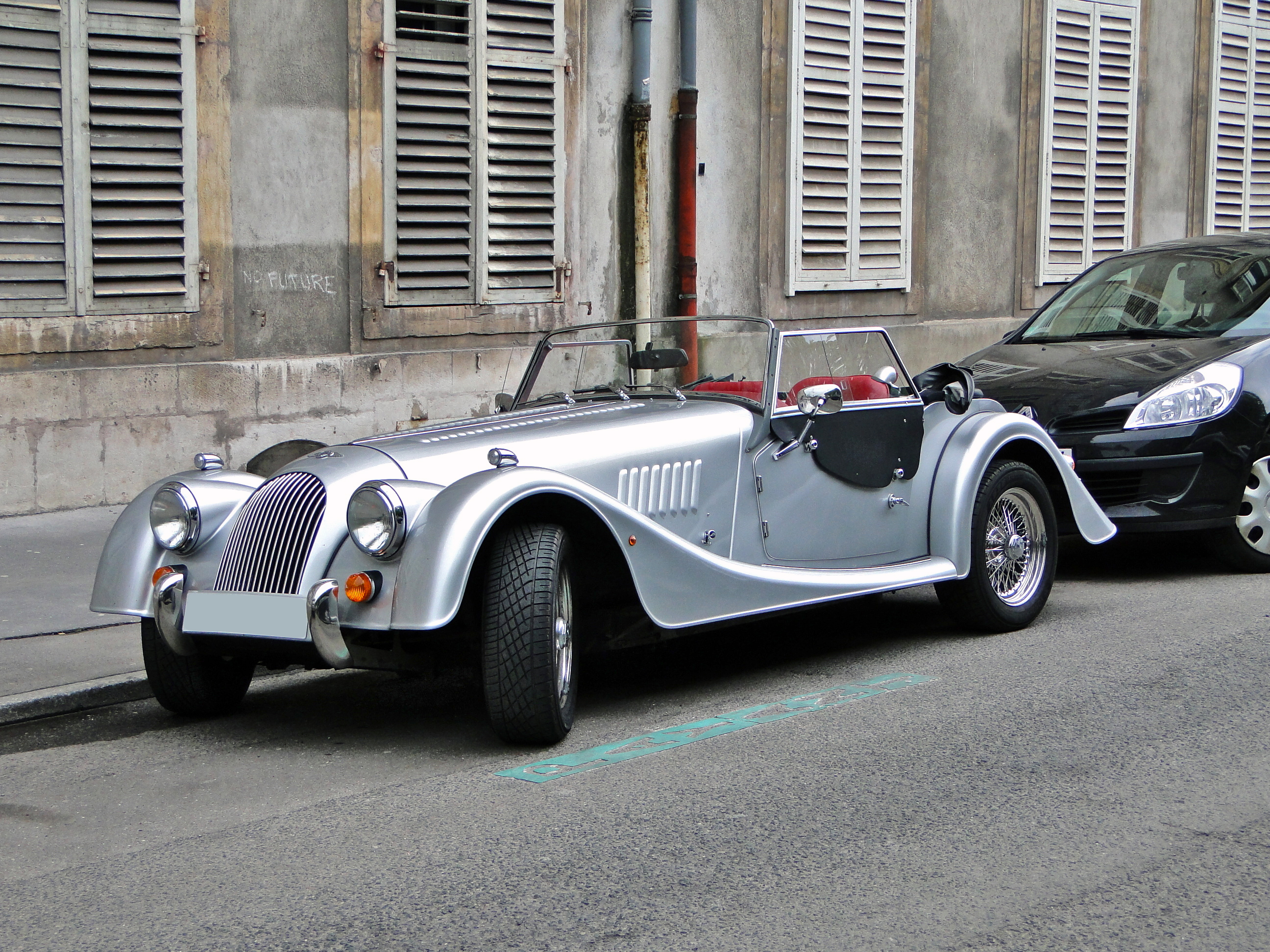
Les Morgan +4 et 4/4 classique ont une disposition "moteur central-avant et roues motrices arrière".
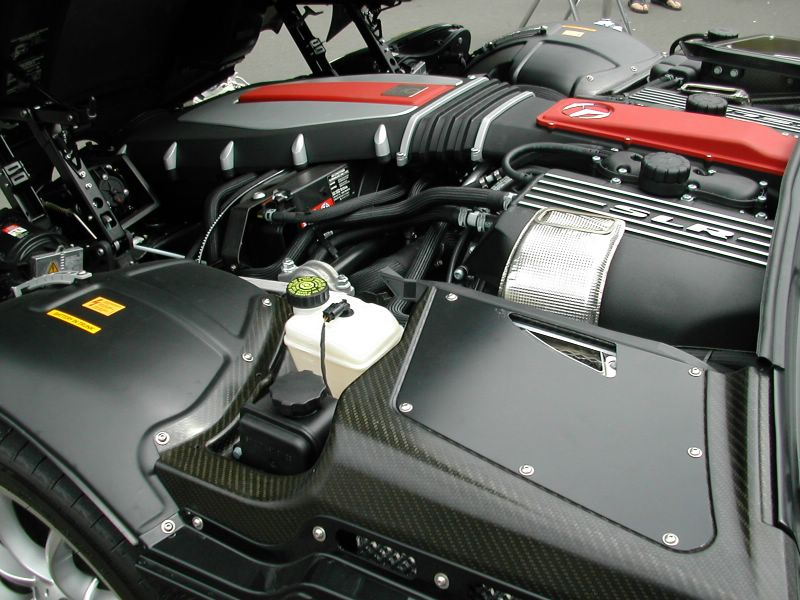
Le compartiment moteur de la Mercedes-Benz SLR McLaren.
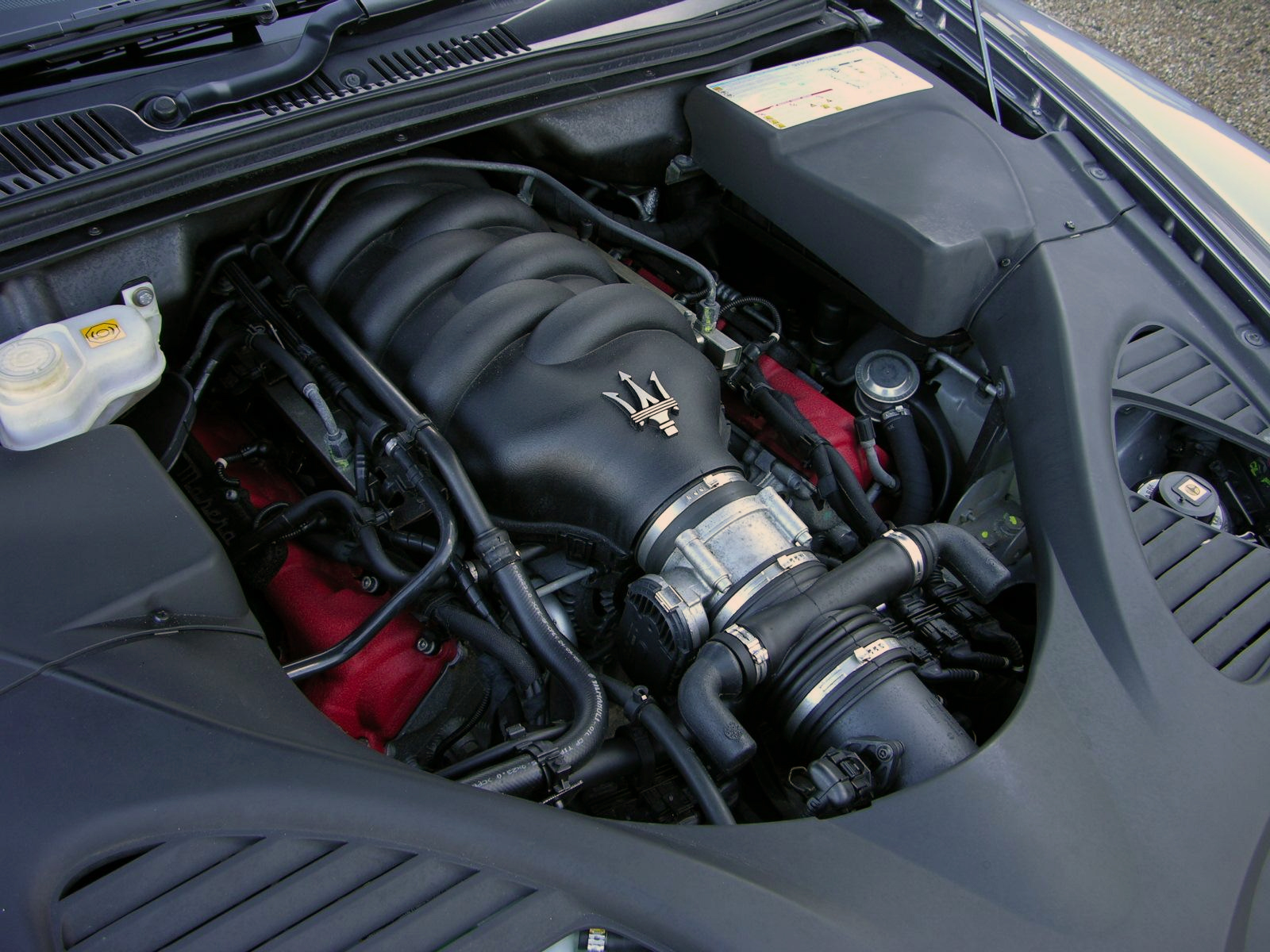
Le 4,2 litres V8 de la Maserati Quattroporte V a une disposition FMR.